# Anolis marcanoi
Espèce
Synonymes
- Audantia marcanoi (Williams, 1975)

Anolis marcanoi est une espèce de sauriens de la famille des Dactyloidae. 

## Répartition
Cette espèce est endémique de République dominicaine.

## Étymologie
Cette espèce est nommée en l'honneur d'Eugenio de Jesus Marcano Fondeur.

## Publication originale
- Williams, 1975 : Anolis marcanoi new species: sibling to Anolis cybotes: description and field evidence. Breviora, no 430, p. 1-9 (texte intégral).